# Бзењица
Бзењица (слч. Bzenica) насељено је мјесто са административним статусом сеоске општине (слч. obec) у округу Жјар на Хрону, у Банскобистричком крају, Словачка Република.

## Становништво
| Година:    | 1994. | 2004.   | 2014.   | 2024.   |
| ---------- | ----- | ------- | ------- | ------- |
| Број људи: | 595   | 546     | 591     | 646     |
| Разлика:   |       | -8,23 % | +8,24 % | +9,30 % |

| Година:    | 2023. | 2024.   |
| ---------- | ----- | ------- |
| Број људи: | 644   | 646     |
| Разлика:   |       | +0,31 % |

Према подацима о броју становника из 2011. године насеље је имало 541 становника.